# Claude Petit Jean
Claude Petit Jean Delatre fou un músic i compositor lorenès o flamenc, actiu entre 1562 i 1592, que morí abans de 1603.
Conegut generalment com a Petitjean, i que no s'ha de confondre amb Jean de Latre que fou anterior en edat a ell; fou mestre de l'escolania de la catedral de Verdun. Aconseguí el premi de la lira d'or en el Puy de la música d'Évreux.
En les compilacions publicades a Flandes des del 1541 fins al 1580, hi figuren unes 60 obres sagrades i profanes d'aquest autor.